# Os capitatum secundarium
Het os capitatum secundarium is de naam voor een extra handwortelbeentje, gelegen aan de dorsale, ulnaire hoek van het os capitatum. Daar ligt het tussen het os capitatum, os hamatum en de derde en vierde middenhandsbeentjes in. Het komt bij een klein deel van de bevolking voor.
Op röntgenfoto's wordt een os capitatum secundarium soms onterecht aangemerkt als afwijkend, losliggend botdeel of als fractuur. Als het wel als extra botje wordt herkend, is onderscheid met een os Gruberi, dat aan palmaire zijde tussen os capitatum, os hamatum en het derde en vierde middenhandsbeentje gelegen is, soms moeilijk.

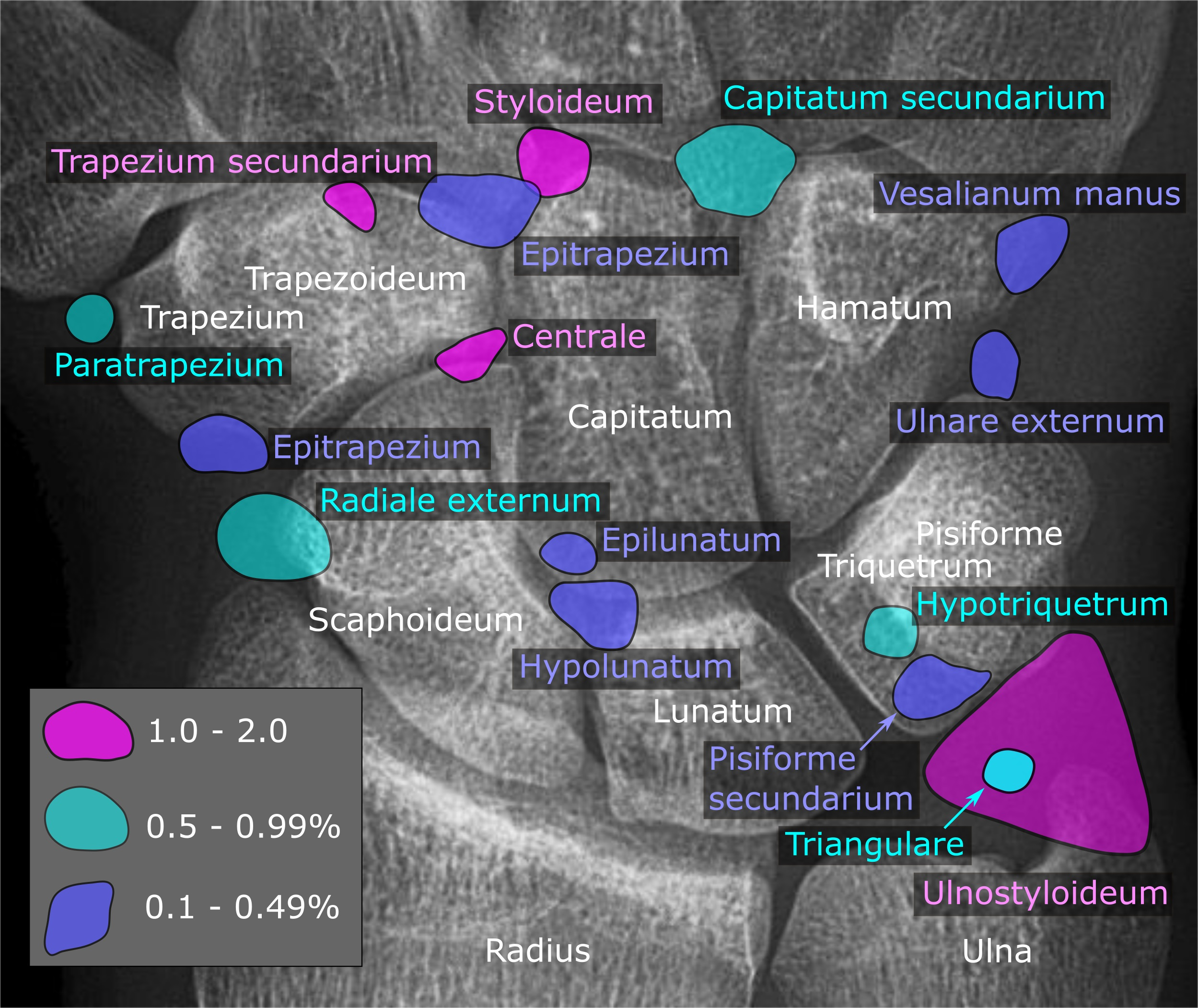
Röntgenfoto van de linker pols, met de extra handwortelbeentjes gekleurd naar hun prevalentie.